# Sevar av Bulgarien
Sevar av Bulgarien, död 753, var en bulgarisk monark. Han var regerande khan av Bulgarien mellan 738 och 753.